# Paraprocirrus miricornis
Paraprocirrus miricornis – gatunek chrząszcza z rodziny kusakowatych i podrodziny żarlinków, jedyny z monotypowego rodzaju Paraprocirrus. Znany z Malezji i Singapuru. Spotykany na dnie lasu.

## Taksonomia
|  | Oedodactylus    |
|  |                 |
|  | Pseudoprocirrus |
|  |                 |

|  | Palaminus  |
|  |            |
|  | Oedichirus |
|  |            |

|  | Neoprocirrus                                                |
|  |                                                             |
|  | \| \| Procirrus \| \| \| \| \| \| Paraprocirrus \| \| \| \| |
|  |                                                             |
|  | Procirrus                                                   |
|  |                                                             |
|  | Paraprocirrus                                               |
|  |                                                             |

|  | Procirrus     |
|  |               |
|  | Paraprocirrus |
|  |               |

|  | Palaminus  |
|  |            |
|  | Oedichirus |
|  |            |

|  | Neoprocirrus                                                |
|  |                                                             |
|  | \| \| Procirrus \| \| \| \| \| \| Paraprocirrus \| \| \| \| |
|  |                                                             |
|  | Procirrus                                                   |
|  |                                                             |
|  | Paraprocirrus                                               |
|  |                                                             |

|  | Procirrus     |
|  |               |
|  | Paraprocirrus |
|  |               |

|  | Oedodactylus    |
|  |                 |
|  | Pseudoprocirrus |
|  |                 |

|  | Palaminus  |
|  |            |
|  | Oedichirus |
|  |            |

|  | Neoprocirrus                                                |
|  |                                                             |
|  | \| \| Procirrus \| \| \| \| \| \| Paraprocirrus \| \| \| \| |
|  |                                                             |
|  | Procirrus                                                   |
|  |                                                             |
|  | Paraprocirrus                                               |
|  |                                                             |

|  | Procirrus     |
|  |               |
|  | Paraprocirrus |
|  |               |

|  | Palaminus  |
|  |            |
|  | Oedichirus |
|  |            |

|  | Neoprocirrus                                                |
|  |                                                             |
|  | \| \| Procirrus \| \| \| \| \| \| Paraprocirrus \| \| \| \| |
|  |                                                             |
|  | Procirrus                                                   |
|  |                                                             |
|  | Paraprocirrus                                               |
|  |                                                             |

|  | Procirrus     |
|  |               |
|  | Paraprocirrus |
|  |               |

Gatunek ten opisany został po raz pierwszy w 1895 roku przez Alberta Fauvela pod nazwą Eucirrus miricornis. Nazwa rodzajowa Eucirrus okazała się jednak być młodszym homonimem nazwy użytej przez André Melly’ego w 1832 roku, w związku z czym w 1923 roku Max Bernhauer wprowadził nową nazwę Paraprocirrus. W 1928 roku Malcolm Cameron zaliczył do tego rodzaju drugi gatunek, po czym w 1936 roku przeniósł go do rodzaju Neoprocirrus.
Analizy filogenetyczne Lee Hermana z 2010 roku oraz Josha Jenkinsa Shawa i innych z 2020 roku wskazują na tworzenie przez Neoprocirrus, Procirrus i Paraprocirrus kladu, charakteryzującego się wydłużoną głową i wrzecionowatym ostatnim członem głaszczków szczękowych. Według wyników Hermana Paraprocirrus zajmuje w tym kladzie pozycję siostrzaną dla Neoprocirrus, zaś według wyników Shawa i innych siostrzaną dla Procirrus.

## Morfologia
Chrząszcz o mocno wydłużonym ciele.
Głowa jest dłuższa niż szersza, nieszypułkowata, za oczami z zaokrąglonymi brzegami bocznymi silnie zbiegającymi się ku szyi, z niewyraźnymi kątami tylnymi i szeroko zaokrągloną krawędzią tylną. Wierzch głowy jest pokryty na przedzie punktowaniem siateczkowatym, a dalej pępkowatym. Zaopatrzona jest w nieprzerwaną poprzeczną listewkę międzyczułkową, pozbawiona zaś bruzdy postokularnej oraz listewki na tylnej krawędzi. Czułki nie mają pędzla kolcowatych szczecinek na wydłużonym ostatnim członie. Aparat gębowy cechuje się jedną, przyśrodkową parą ząbków na przedniej krawędzi wargi górnej oraz tęgim, wrzecionowatym  ostatnim członem głaszczków szczękowych. Szerokość szyi wynosi niewiele mniej niż 2/5 szerokości zaocznej części głowy.
Dłuższe niż szersze, w zarysie prostokątne, najszersze blisko przedniej krawędzi przedplecze jest tuż za środkiem lekko przewężone, po czym nieco rozszerzone ku podstawie. Powierzchnię ma równomiernie i gęsto pokrytą grubymi, pępkowatymi punktami z wyjątkiem krótkiego, niepunktowanego, podłużnego, pośrodkowego pasma przed podstawą. Listewka krawędziowa przedplecza wykształcona jest słabo i nieregularnie. Na tarczce wyrastają nieliczne szczecinki. Krótsze od przedplecza, Pokrywy pozbawione są kątów barkowych i szeregu szczecinek na tylnej krawędzi. Hypomery są gęsto punktowane, a płaty za biodrami przedniej pary pozbawione listewki poprzecznej. Na basisternum przedtułowia brak pośrodkowego żeberka. Śródpiersie również nie ma pośrodkowego żeberka. Odnóża przedniej pary mają człony stóp od pierwszego do czwartego nabrzmiałe, a człon piąty od spodu owłosiony.
Walcowaty, pozbawiony łuskowatej rzeźby odwłok ma trzeci segment o zlanych tergum i sternum oraz wykształconych listewkach paratergalnych, segment siódmy o sternum i tergum oddzielonych, dziewiąte tergum głęboko wcięte oraz zaopatrzone w krótkie i wąskie w widoku grzbietowym oraz szersze, ku szczytom zwężone i lekko dobrzusznie odgięte w widoku bocznym wyrostki boczno-wierzchołkowe, a dziesiąte tergum zaokrąglone na szczycie.

## Ekologia i występowanie
Owad orientalny, znany z trzech okazów odłowionych na terenie Malezji i Singapuru. Spotykany na dnie lasu.